# Saint-Guilhem-le-Désert
Saint-Guilhem-le-Désert là một xã trong vùng Occitanie, thuộc tỉnh Hérault, quận Montpellier, tổng Aniane. Tọa độ địa lý của xã là 43° 44' vĩ độ bắc, 03° 33' kinh độ đông. Saint-Guilhem-le-Désert nằm trên độ cao trung bình là 89 mét trên mực nước biển, có điểm thấp nhất là 54 mét và điểm cao nhất là 812 mét. Xã có diện tích 38,64 km², dân số vào thời điểm 1999 là 245 người; mật độ dân số là 6 người/km². Xã nằm cạnh sông Hérault gần Montpellier.

## Thông tin nhân khẩu
| 1962 | 1968 | 1975 | 1982 | 1990 | 1999 |
| ---- | ---- | ---- | ---- | ---- | ---- |
| 197  | 229  | 274  | 236  | 190  | 245  |